# Tour de l'Hérault
Le Tour de l'Hérault  est une ancienne course cycliste française disputée de 1961 à 1970 dans l'Hérault. 
L'épreuve se disputait autour de Béziers.
En 1967, la course prend l'appellation de "Grand Prix la Marseillaise du Languedoc".

## Palmarès
| Année | Vainqueur        | Deuxième          | Troisième          |
| ----- | ---------------- | ----------------- | ------------------ |
| 1961  | Arnaud Geyre     | Cossou            | René Abadie        |
| 1962  | Gilbert Salvador | Jean Milesi       | Bernard Viot       |
| 1963  | Claude Valdois   | Bernard Viot      | Robert Ducard      |
| 1964  | Arie den Hartog  | Jean Anastasi     | Anatole Novak      |
| 1965  | Anatole Novak    | Jean-Pierre Genet | Hubert Ferrer      |
| 1966  | Henri Anglade    | André Foucher     | Hubert Ferrer      |
| 1967  | Bernard Guyot    | Jacques Anquetil  | Jan Janssen        |
| 1968  | Robert Legein    | Raymond Riotte    | Jean-Pierre Genet  |
| 1969  | Raymond Delisle  | Raymond Riotte    | Jiri Daler         |
| 1970  | José Catieau     | Jean-Pierre Genet | Jean-Marie Leblanc |